# RhB Ge 4/4 I
Les Ge 4/4 I forment une série de locomotives électriques des chemins de fer rhétiques (RhB).

## Histoire
Les dix machines sont les premières locomotives électriques des RhB sans bielles. En 1944, quatre locomotives furent commandées à la SLM Winterthur, la première fut mise en service en juillet 1947. Utilisées principalement pour les trains rapides, elles se montrèrent très satisfaisantes, ce qui entraîna en 1953 la commande de six exemplaires supplémentaires.

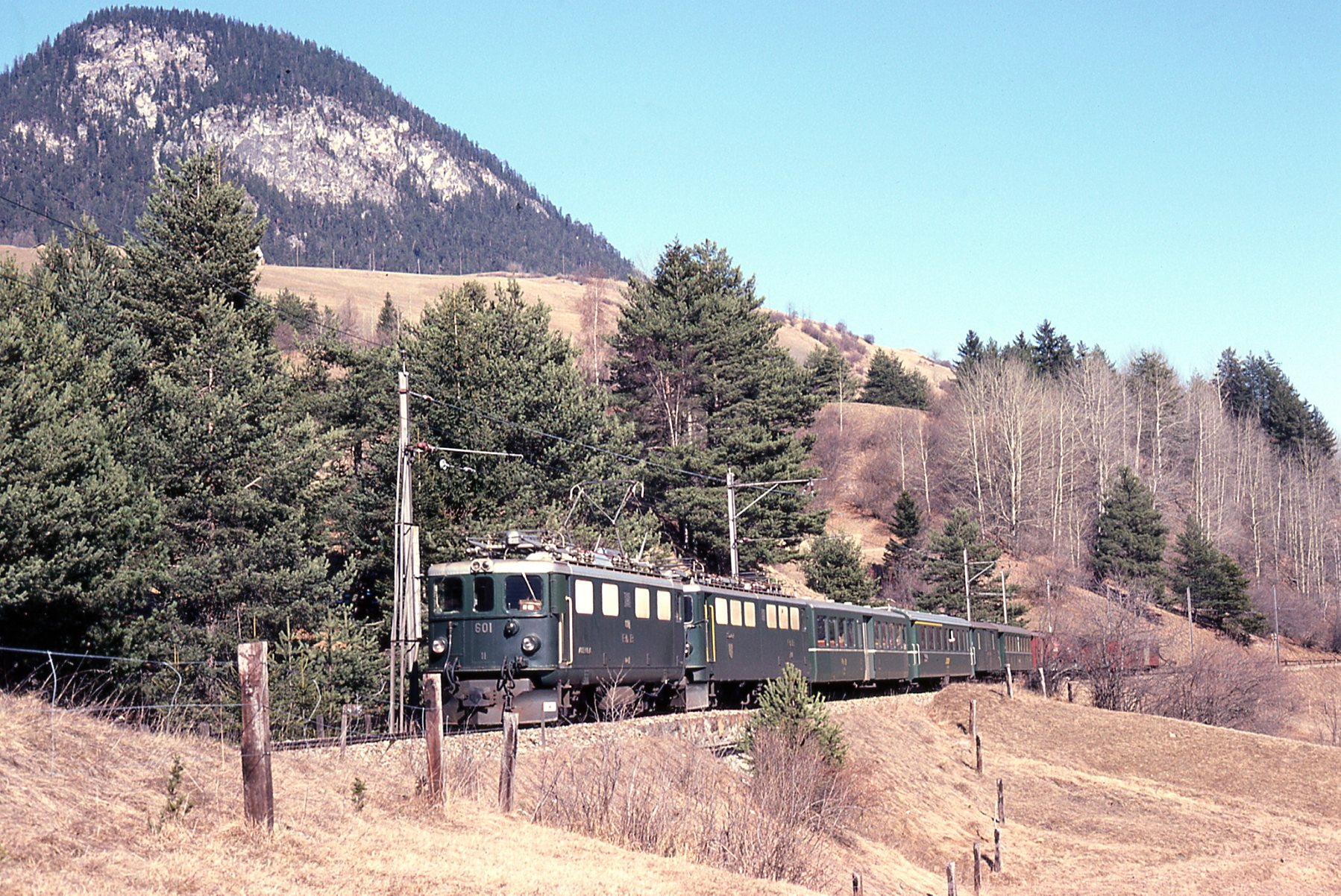
La Ge 4/4 I N° 601 vers 1980.

Elles furent reléguées à des services moins prestigieux lors de la livraison des Ge 6/6 II et des Ge 4/4 II. Entre 1986 et 1991, elles furent modernisées notamment par la construction de nouvelles cabines plus spacieuses, par l'équipement pour la marche en unités multiples et en réversibilité. Certaines Ge 4/4 I sont depuis utilisées sur des trains pendulaires légers, d'abord avec des voitures RhB à accès central, et maintenant avec des voitures unifiées. Ces trains ont pendant longtemps emprunté la ligne Davos-Filisur, riche en tunnels, ils circulent depuis 2009 dans l'Engadine. En hiver, une locomotive, avec une voiture-pilote et une voiture à accès central transformée en fourgon à vélos, effectue la navette Bergün–Preda–Bergün. Dès 1997, les vieux pantographes en losange ont été remplacés par des pantographes unijambistes, pour permettre la circulation sur la ligne d'Arosa nouvellement réélectrifiée.
Les locomotives, de type BB, étaient à l'origine limitées à 75 km/h, elles peuvent aujourd'hui rouler à 80 km/h.
Huit locomotives portent des noms de montagnes, les deux autres (607 et 610) portent les noms de deux vallées des Grisons parcourues par des lignes de RhB. Depuis la modernisation, les noms sont inscrits en blanc des deux côtés de la caisse, au milieu sous la gouttière, les numéros 601–610 sur les faces frontales et en bas des flancs de caisse.

### Fin de carrière
En novembre 2010, les RhB ont commencé à retirer du service et à détruire ces locomotives après plus de 50 ans de carrière. La 601 fut démolie la première à Coire, après récupération des moteurs et d'autres pièces détachées à Landquart. La 603 "Badus" va être préservée en Allemagne au parc ferroviaire d'Augsburg. La 602 "Bernina" a été prêtée le 7 mars 2012 pour cinq ans au musée de Lucerne, mais est retournée prématurément à Landquart le 16 novembre 2015 et a repris du service aux RhB le 13 juillet 2016.

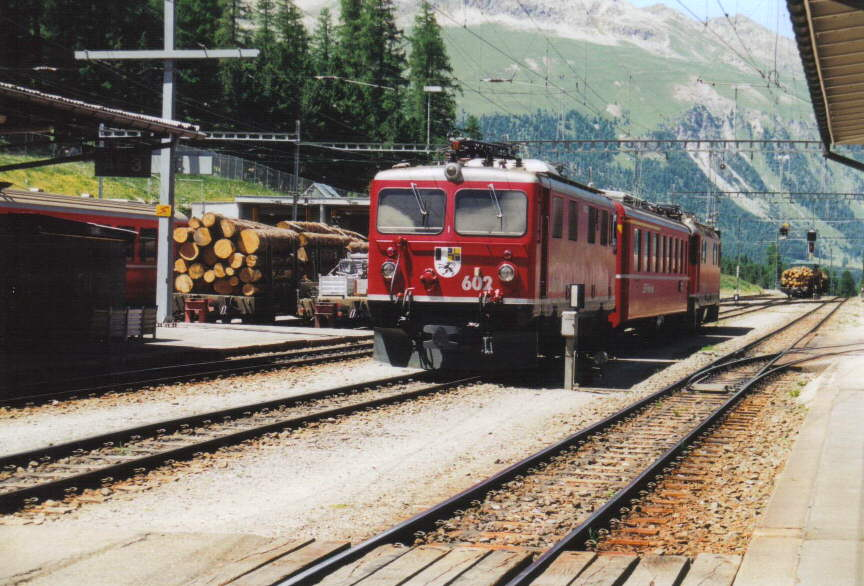
La 602 à Pontresina. De l'autre côté du train, on peut voir une Ge 4/4 II.

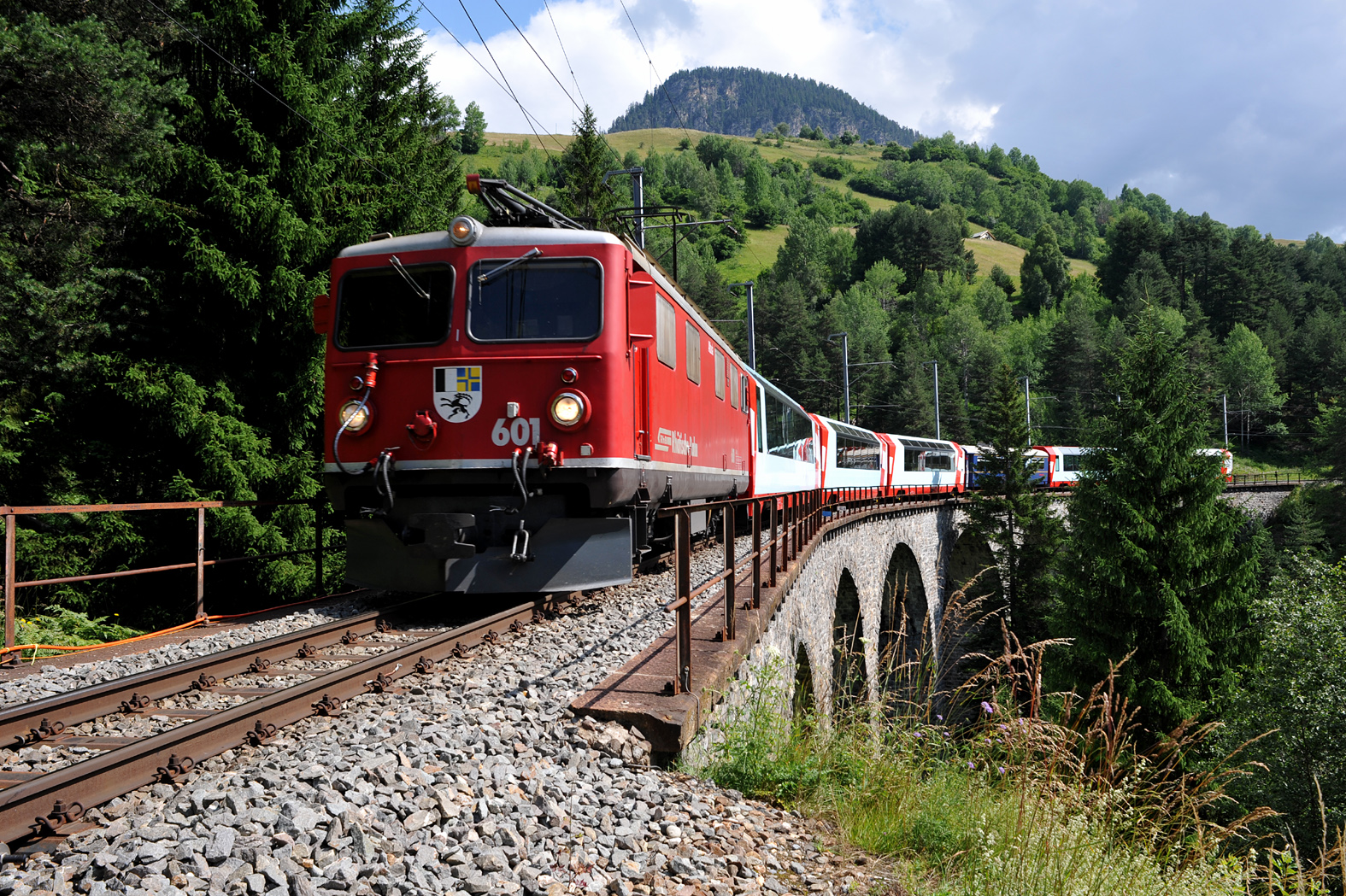
Le Glacier Express faisait jusque récemment partie des services des Ge 4/4 I, comme ici sur le viaduc de Schmittentobel

## Liste des Ge 4/4Ides chemins de fer rhétiques
| Numéro | Nom       | Mise en service | État                                                                                                |
| ------ | --------- | --------------- | --------------------------------------------------------------------------------------------------- |
| 601    | Albula    | 08.07.1947      | Démolie en novembre 2010                                                                            |
| 602    | Bernina   | 21.07.1947      | À Lucerne depuis mars 2012; retour au RhB le 16 novembre 2015; remise en service le 13 juillet 2016 |
| 603    | Badus     | 13.08.1947      | En service, prévue pour être préservée à Augsburg                                                   |
| 604    | Calanda   | 23.08.1947      | Démolie en mars 2011                                                                                |
| 605    | Silvretta | 12.03.1953      | En service                                                                                          |
| 606    | Kesch     | 15.06.1953      | Démolie en avril 2011                                                                               |
| 607    | Surselva  | 24.04.1953      | Démolie en mars 2011                                                                                |
| 608    | Madrisa   | 15.06.1953      | Démolie en mars 2011                                                                                |
| 609    | Linard    | 13.05.1953      | Démolie en mai 2011                                                                                 |
| 610    | Viamala   | 03.07.1953      | Démolie en mars 2025                                                                                |

## Modélisme
Ces locomotives ont été reproduites en HOm par Bemo et en IIm par KISS.